# Oh Happy Day
Oh Happy Day è una canzone gospel, sviluppata a partire da un inno del XVIII secolo ed incisa dagli Edwin Hawkins Singers nell'album Let Us Go into the House of the Lord del 1967.
Nel 1968 viene pubblicato il singolo, che diviene un hit internazionale, raggiungendo fra l'altro il 2º posto della classifica britannica e il 4º di quella statunitense. Nel 1970 vince il Grammy Award for Best Soul Gospel Performance. Memorabile l'interpretazione della solista, la cantante di gospel Dorothy Combs Morrison.
Il testo, cantato in prima persona singolare sebbene eseguito in genere da cori, celebra il "giorno felice" (oh happy day) in cui Gesù "lavò i miei peccati" (washed my sins away) e insegnò a "guardare, lottare e pregare" ed a essere felici ogni giorno.
Il brano ha avuto numerose interpretazioni da parte di vari cantanti, tra cui Joan Baez nel 1971.
In Italia è erroneamente considerato un canto natalizio e legato alle celebrazioni dell'anno nuovo, nonché riproposto quasi sistematicamente assieme al brindisi di Capodanno nei programmi televisivi dedicati, a causa della pubblicità di una nota marca di vini e spumanti proposta dall'autunno 1980. In realtà si tratta di un inno alla conversione, e viene solitamente cantato nelle chiese protestanti per il battesimo o la confermazione.